# Thanatus dahurianus
Thanatus dahurianus là một loài nhện trong họ Philodromidae.
Loài này thuộc chi Thanatus. Thanatus dahurianus được Dmitri Viktorovich Logunov miêu tả năm 1997.